# Pseudorimula
Pseudorimula is een geslacht van weekdieren uit de klasse van de Gastropoda (slakken).

## Soorten
- Pseudorimula marianae McLean, 1989
- Pseudorimula midatlantica McLean, 1992